# Quality Street (confiserie)

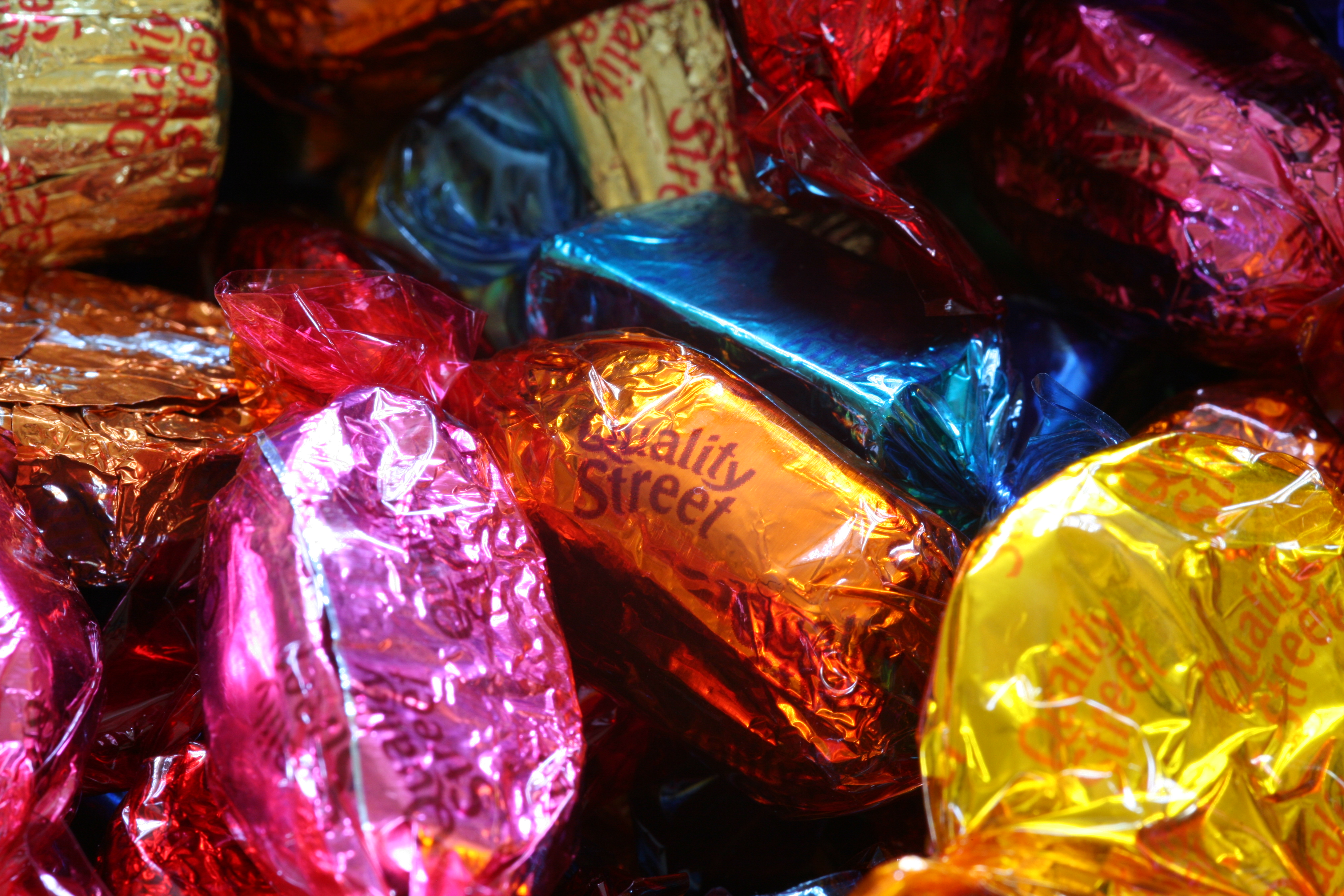
Bonbons Quality Street.

Pour les articles homonymes, voir Quality Street.
 (février 2010).
Si vous disposez d'ouvrages ou d'articles de référence ou si vous connaissez des sites web de qualité traitant du thème abordé ici, merci de compléter l'article en donnant les références utiles à sa vérifiabilité et en les liant à la section « Notes et références ».
Quality Street est le nom d'un assortiment de bonbons regroupés dans une boîte métallique violette, et fabriqué par Nestlé à Halifax, en Angleterre (Royaume-Uni). Cet assortiment constitue un cadeau de Noël très populaire.

## Histoire
La marque Quality Street a été créée en 1936, par le confiseur Harold Mackintosh, originaire de Halifax, au Royaume-Uni. Le nom est inspiré par une pièce du même nom de J. M. Barrie. Le Major (The Major) et Miss, dont les noms sont inspirés par deux des personnages principaux de la pièce, apparaissent sur toutes les boîtes de Quality Street jusqu'en 2000. The Major et Miss ont été initialement façonnés par Iris et Tony Coles (de Chingford, dans l'Essex), les enfants de Sydney Coles, l'artiste publicitaire concepteur du graphisme de la marque.
En 1969, la société propriétaire des Quality Street, John Mackintosh and Co (en), fusionne avec un autre chocolatier anglais, Rowntree, pour devenir Rowntree Mackintosh (en).
La marque a été acquise par Nestlé qui a racheté Rowntree Mackintosh (en) en 1988.

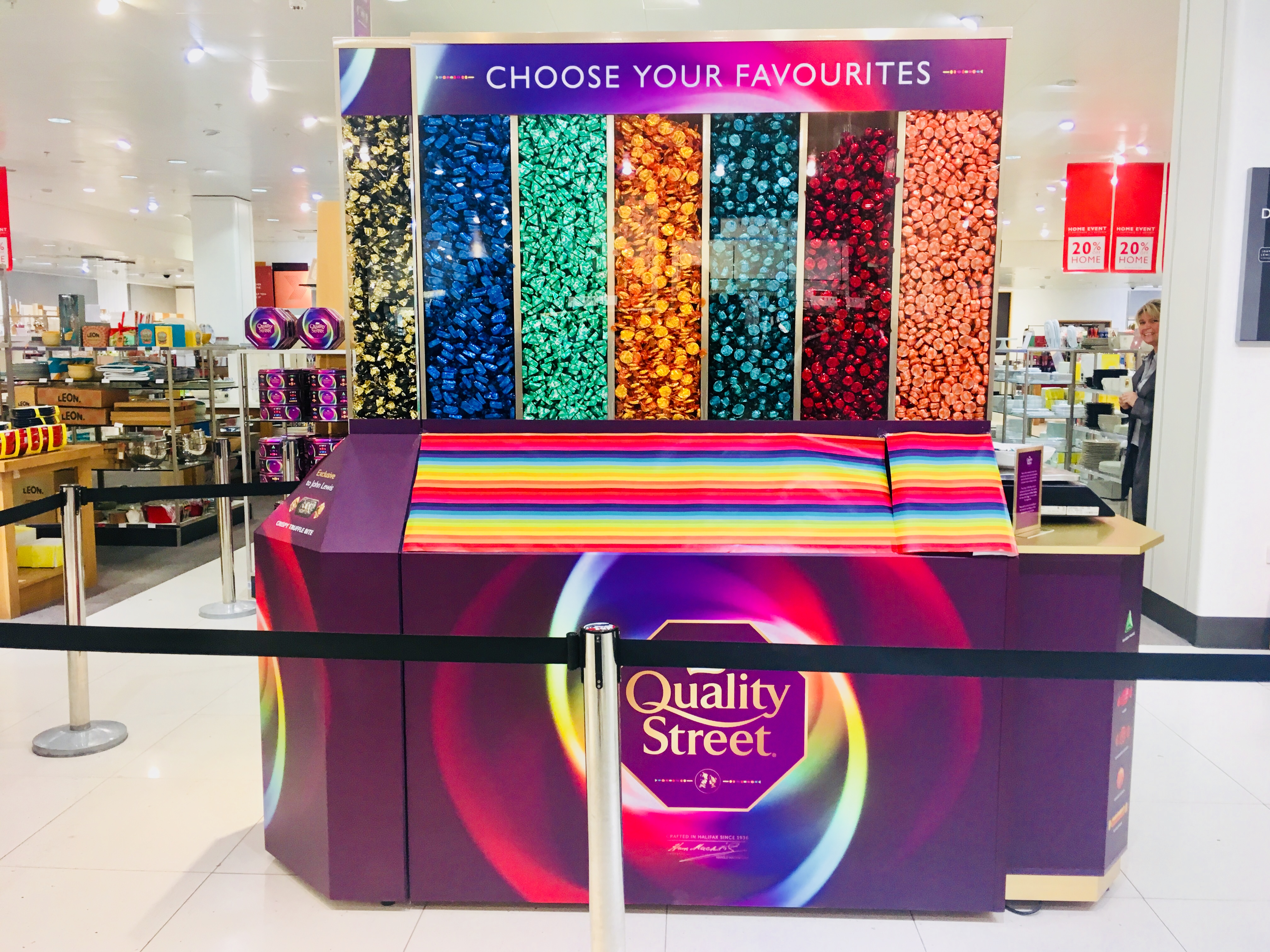
Présentoir promotionnel en 2019.

Ces dernières années, différentes versions plus grandes des chocolats les plus populaires ont été fabriqués et vendus séparément, comme une extension de la marque. En particulier, le lait au chocolat aux noisettes a été commercialisé individuellement sous le nom de The Purple Big One, du fait qu'il est traditionnellement enveloppé dans un emballage violet (pourpre). D'autres bonbons, nommés The Big Green Triangle et The Orange Big Crunch sont apparus.
Quality Street est souvent associé à la période de Noël en Grande-Bretagne, en Irlande et au Canada et ces bonbons sont achetés comme cadeaux tout au long de la saison. Au Canada, la marque fait partie de l'identification à l'héritage britannique. Dans l'ouest de la Norvège, on les appelle Shetlandsgodt (« Bonbons des Shetland »), parce qu'ils ont souvent été ramenés par les pêcheurs en visite aux Shetland. En Islande ainsi que dans la plupart des pays du Moyen-Orient comme l'Irak, ils sont traditionnellement connus sous le nom de Mackintosh.

## Parfums
Les différents parfums des Quality Street :
- Noisette Triangle : triangle de chocolat au lait fourré de praliné onctueux, en forme de triangle vert.
- Hazelnut Caramel : noisette entière enrobée de caramel onctueux dans une coquille de chocolat au lait, en forme d'ovale violet.
- Strawberry Cream : crème confiseur parfumée à la fraise enrobée de fin chocolat noir, en forme de rond rouge.
- Coconut Eclair : délicate pâte noix de coco enrobée de chocolat au lait, en forme de rectangle bleu.
- Orange Chocolat Crunch : octogone de chocolat au lait et cristaux parfum orange, en forme d'octogone orange.
- Fudge : fudge fondant enrobé de chocolat au lait, en forme d'ovale rose.
- Toffee Penny : toffee traditionnel anglais, en forme de disque orange doré.
- Orange Cream : crème confiseur parfumée à l'orange enrobée de fin chocolat noir, en forme de rond orange.
- Toffee Finger : bâtonnet toffee recouvert de chocolat au lait, en forme de bâtonnet jaune.
- Milk Choc Block : lingot de chocolat au lait fondant, en forme de rectangle vert.
- Toffee Deluxe : tendre toffee enrobée de chocolat au lait, en forme d'ovale marron.
- Caramel Swirl : caramel onctueux dans une coupelle de chocolat au lait, en forme de rond doré.